# Microsoft Office 95
Microsoft Office 95 a fost realizat pe 32 de biți pentru a se potrivi cu Windows 95.

### Ediții
A fost lansată în trei versiuni:
- Standard
- Professional
- Professional Plus